# Dusuna mouhoti
Dusuna mouhoti är en insektsart som beskrevs av William Lucas Distant 1907. Dusuna mouhoti ingår i släktet Dusuna och familjen dvärgstritar. Inga underarter finns listade i Catalogue of Life.